# 現在、この瞬間から
「現在、この瞬間から」（いま、このしゅんかんから）は、織田裕二の4枚目のシングル。

## 概要
- 前作『歌えなかったラヴ・ソング』に続いて、オリコントップ10入り（週間最高3位）、20.7万枚の売上を記録[1]。

## 収録曲
編曲：松本晃彦
1. 現在、この瞬間から
作詞：真名杏樹　作曲：都志見隆
AGF「マキシム・レギュラーコーヒー」CMソング（織田が出演）
2. 風だった時代を
作詞：秋谷銀四郎　作曲：羽場仁志
参天製薬「サンテFX」イメージソング（織田が出演）